# TACAM R-1

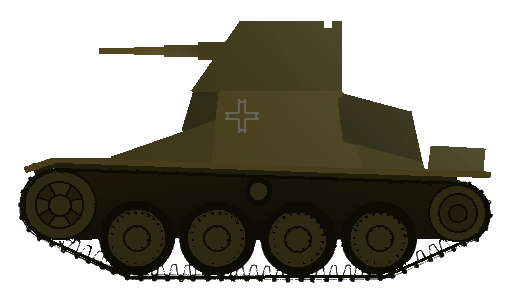

TACAM R-1 (Tun Anticar pe Afet Mobil R-1) a fost un proiect dezvoltat de Armata Română în timpul celui de-al Doilea Război Mondial. Pe 22 noiembrie 1943, Statul Major a hotărât să transforme cele 14 tanchete R-1 disponibile în autotunuri. Vânătorii de tancuri urmau să fie echipați cu un tun anticar sovietic (din stocurile de captură) de calibru 45 mm și trebuiau să asigure paza unor obiective strategice din România. Proiectul a fost anulat fiindcă utilitatea acestui vehicul nu justifica resursele necesare dezvoltării autotunului. 